# 岩波文庫
岩波文庫是日本岩波書店發行之日本語文庫本叢書。1927年（昭和2年）7月10日創刊。

## 概述
岩波文庫出版時，以啟蒙在圖書館閱讀的孩子以及傳達普通百姓的知識為目的，德國雷克拉姆出版社作為模型。起草為三木清一，當時岩波茂雄是岩波文庫社長。
岩波文庫以蠟紙作為書本的封面，並以領域的顏色標記。20世紀60年代開始，開始介紹其他公司內容，但岩波文庫導入相對緩慢，第一個岩波文庫於1982年10月引進。1987年7月，所有新書以蓋帶顏色表示。